# Ulas nemzetség

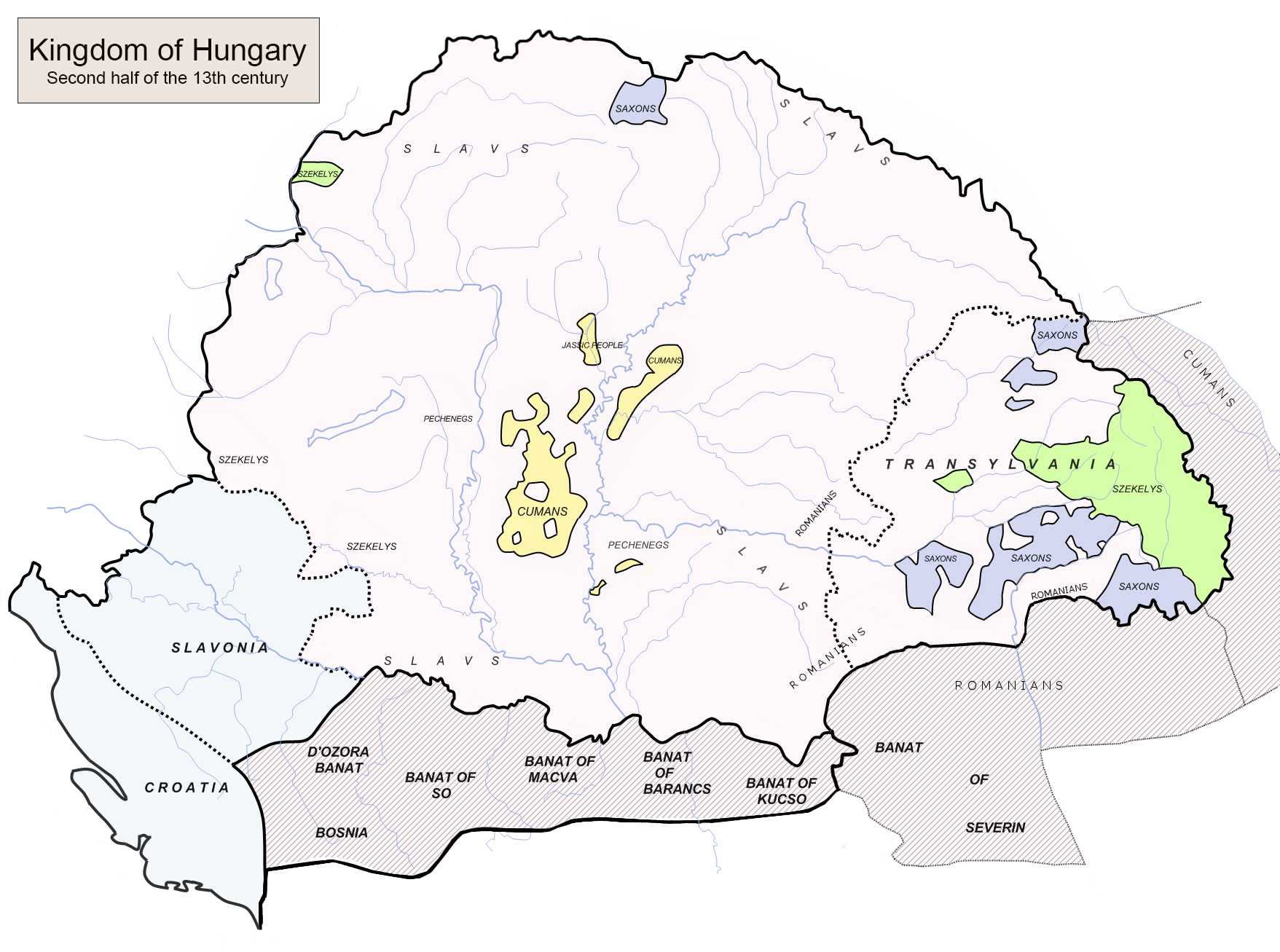
Kunok szálláshelyei a 13. században

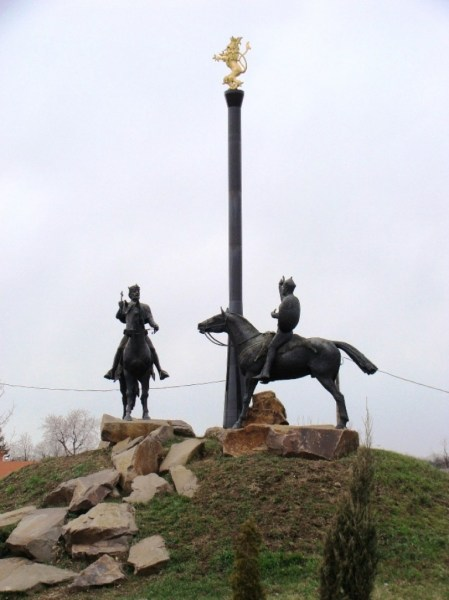
Nagykun millenniumi emlékmű, Karcag

Az Ulaş, Ulas (Olás) nemzetség az ősi kun nemzetségek egyike.

## Története
A latin nyelvű hazai oklevelek szerint a Magyarországra beköltözött kunoknak - a keleti kútfőkkel ellentétben - csupán hét törzséről tudnak, azonban azok még e hetet sem sorolják fel név szerint, mindössze négynek a nevét találjuk meg az egyes forrásokban: Borcsul, Olás (Ulas), Csertán (Csortán), Koor vagy Kool.
Az Ulaş (Olás) nemzetséget először a régi orosz források említik 1103-ban Ulas, majd 1184-ben pedig Ulasevics, "Ulas törzs  fiai" formában. A magyar oklevelekben pedig 1328-ban: Cumanorum de  genere  Olass", majd  1344-ben Comanorum generacionis Olas" formában bukkant fel, amiből következtetve az Olás névalak a kunoknak igen régi törzse lehetett. A név eredeti kun hangalakja  is Ulas volt, ami magyar nyelven „Egyesült!", ..Köss szövetséget!" jelentésű. A törökségben a hasonló jelentésű törzsnevek gyakoriak.
Az Ulas törzsszövetség egyes tagjai a kunoktól feltehetőleg még Közép-Ázsiában a kun (kipcsak)–úz (oguz) háborúk során szakadtak el és költöztek előbb Kis-Ázsiába, majd jutottak el később hazánkba is, tehát az Ulas névnek sok nyoma található Törökországban is, ahol kései leszármazottaik még ma is híven őrzik az egykori kun közösség hagyományait, együvé tartozásuknak, népi műveltségüknek számos emlékét. Ennek nyoma fedezhető fel Bartók Béla 1936. november végi Törökországban tett népdalgyűjtő útja során is, aki éppen az Ulas törzshöz tartozó jürük-törökök között hallott és jegyzett le népdalokat, melyek bizonyos típusai meglepően egyezőek voltak magyar népdalokkal.
Régi törzsneveiket máig hagyományok, eredetmondák, legendás történetek és hősi eposzok őrzik.
A sztyeppei idők Ulaş (Olás) nemzetségének ismert tagjai voltak: - Danila, Kobyak fia, aki 1183-ig a nemzetségfő volt, amikor is a kijevi nagyherceg kivégezte. A nemzetség feje volt egykor egy Kopti nevű kun is, valamint ismert volt még a nemzetségből a Bokmish és Togliy testvérpár is, de Togliy és Ákos néven szintén voltak nemzetségfők.

## Az Ulas (Olás) nemzetség Magyarországon
A kun lovasnomád nép a 13. század elejére birodalmának határait nyugati irányban egészen az Al-Dunáig és a Kárpátokig terjesztette ki, majd kelet felől a fenyegető ellenség szorításnak engedve a kun nép egy része is Magyarországon találta meg a végső menedékét és hazáját. Törzseik a Kárpát-medencében a Tisza és a Körös között telepedtek meg.
Az Ulas,(Olás) nemzetség szállásain alakult ki Kolbaz-szék (1440), amely a mai Kunhegyes határában terült el. Nevét Kolbaz faluról, és Kolbaz nevű kunról kapta. A nemzetség nevét 1328-ban Olaas (Olás) néven említették először az írásokban.
A nemzetség első magyarországi megtelepedése már a honfoglalás utántól ismert volt, István király idejében ez a terület Szolnok megyéhez tartozott. A sóút mentén kialakult megye területe a szolnoki sórakódótól az erdélyi Szamos völgyéig, a dési sóbányákig nyúlt. Először e megye lakatlan, királyi birtokaira, a Körös mentére települtek a kunok, melyeknek 1558-ban már 24 települését írták össze, és már ekkor köztük volt a Kolbaz nevű falu is.

## Az Ulaş nemzetség keleti párhuzamai
A 14–17. században Ulas nevet viselte a kisázsiai Tarszusz vidékén élő türkmének egyik fő törzse is, és e törzsön belül egy 1469. évi összeírás szerint a Szalur nemzetség is, melynek magyarországi eredeti alakja Zálgor volt.
Trákiában a Drinápoly környékén élő törökök egyik faluját az 1488-as, 1540-es adatok szerint szintén Ulaslár ("Ulasok")-nak hívták. Törökországban máig tucatnyi Ulas nevű település található. 
A 16. században a kisázsiai türkmen törzsszövetség egyik törzse szintén Ulas nevű volt, de találunk Ulasokat az aleppói türkmének között is, melyek közül a Begdili törzs egyik nemzetségének is Ulas a neve, a Dulkadir törzsben pedig Ulas nemzetség és Pecsenek nemzetség is van (magyar forrásban Pecsene).
Az Ulas nevet mind a történelmi források, mind pedig az eredetmondák és hősi eposzok együtt említik a Szalgur vagy Szalur névvel, Kisázsiában például ma Szalur falu szintén több is létezik, de ez a név a türkmeneknél is megvan, akiknek Szalor nevű törzse egyike a legnagyobbaknak, többek között gyönyörű szőnyegeikről, de elsősorban kiváló, pompás lovairól híres. A krími tatárok egyik törzsét vagy nemzetségét is Szalgurnak hívták, erről a Krím-félsziget helynevei tanúskodnak.
Szalgur törzsbeliek a magyarországi kunok közt is voltak, melyek az Ulasokhoz hasonlóan szintén a mai Nagykunság területén telepedtek meg: a Karcag határában levő Zádor, Zádor-ér, Zádor-híd név ugyanis - amely korábban Zágornak, illetőleg Zálgornak hangzott - egy régi kun Szalgur névből keletkezett. A kun törzsszövetségen belül az Ulas és a Szalgur törzseket - miként azt a kisázsiai türkméneknél is láthattuk - erős szálak fűzték egymáshoz, valószínűleg ezért is telepedtek le közel egymáshoz a mai Nagykunság területén.